# Zernyia
Zernyia is een geslacht van vlinders van de familie spanners (Geometridae), uit de onderfamilie Ennominae.

## Soorten
- Z. algiricara Lucas, 1940
- Z. annularis Prout, 1929
- Z. gnophoides Prout, 1929
- Z. granataria (Staudinger, 1871)
- Z. maroccana Reisser, 1933
- Z. selidosema Prout, 1929